# José Guraieb
José Elías Guraieb (Baniás, Imperio otomano; 25 de junio de 1895 - Córdoba, Argentina, 8 de septiembre de 1979) fue un escritor, traductor y arabista sirio-libanés nacionalizado argentino, reconocido por sus obras literarias divulgadoras de la cultura árabe y por sus traducciones del poeta libanés Gibrán Khalil Gibrán, de quien tradujo por primera vez su obra al castellano, notoriamente El Profeta en 1933. Fue miembro de Al-Rabitat Al-Adabia, una asociación para la producción y el estudio de literatura levantina con base en Buenos Aires.

## Biografía
José Elías Guráieb nació el 25 de junio de 1895, de padre libanés y madre siria  en Banias, en la actual gobernación de Tartous (Siria) y en ese momento, integrante del Imperio Otomano. Cursó sus estudios en la misma ciudad, donde se graduó en Letras. Hablaba árabe, turco, inglés, francés y siríaco, lengua aramea que es, al culto católico maronita que profesaba toda su familia, como el latín a la liturgia latina de la Iglesia de Occidente. Llegó a la República Argentina el 19 de junio de 1914 y se dirigió a Tucumán, donde ya vivía parte de su familia y por algún tiempo se vinculó al negocio mayorista de su tío. En esos años fundó Suriya Al Fatah (Siria la Joven), revista bilingüe en castellano y árabe donde publicaba poesías y sus primeras traducciones de Gibrán Khalil Gibrán. Colaboró también con los diarios La Gaceta, El Norte Argentino, El Eco de Oriente y otros.
Pocos años después se mudó de Tucumán Capital a Villa Quinteros, en la misma provincia, por su matrimonio con Shams (Solana) Fara, hija de José Fara, dueño de un ingenio azucarero en el que comenzó a colaborar. Debido a que la provincia de Tucumán albergaba una colonia árabe importante, fue un espacio propicio para desarrollar tanto sus actividades comerciales e industriales, como periodísticas y literarias e incluso políticas. En ese campo, propició, ante los  gobiernos locales, ayuda para los trabajadores rurales, la creación de escuelas  y de bibliotecas públicas.  
En Villa Quinteros nacieron sus cinco hijos: Samira Rahme, Amira Angélica, Juan José, Amir Kimal y José Telémaco. Vivió en el ingenio hasta 1934, momento en el que, por problemas económicos, se trasladó con su familia a la ciudad de Córdoba, donde viviría hasta el final de sus días. En Córdoba, además de llevar adelante sus tareas comerciales, se dedicó a escribir sus propias creaciones y a continuar con la traducción directa del árabe de la obra de Gibrán Khalil Gibrán. También se desempeñó como profesor de árabe en la Escuela Superior de Lenguas de la Universidad Nacional de Córdoba, en una cátedra creada en el marco de un convenio cultural entre Líbano y Argentina. 
En el año 1954 recibió la Medalla Orden del Mérito del gobierno de Siria por su labor de más de 30 años en favor del intercambio cultural levantino-argentino y en ese mismo año, el gobierno del Líbano le concedió en grado de Oficial la Orden del Cedro. Fue presidente y vicepresidente de la filial Córdoba de la Sociedad Argentina de Escritores (SADE), laureado con la faja de Honor de la misma institución. 
Colaboró con sus traducciones al castellano de obras históricas para los Cuadernos de Historia de España, dirigida por Claudio Sánchez Albornoz, en el Instituto de Historia de España de la Facultad de Filosofía y Letras de la UBA.
Continuó con su trabajo literario incluso después de su jubilación, dedicando mucho tiempo a un diccionario de tres tomos árabe–castellano, que fue robado luego de su muerte. 
Falleció a los 85 años en 1980 en la ciudad de Córdoba. Su vasta biblioteca especializada fue donada por su familia al Colegio San Marón de Buenos Aires.

## La relación con Gibrán Khalil Gibrán
La vinculación entre ambos se dio a través de su tío Amin Guraieb. Este, dueño del diario neoyorkino Al-Mohajer, fue mentor  de Gibrán y quien propició desde 1905, la publicación de las primeras obras de este autor, que en ese entonces contaba con 18 años. A través de su tío solicitó  y obtuvo la autorización del autor para traducir su obra al castellano, tarea que realizó a lo largo de los años. Sentía una gran admiración por Khalil Gibrán, no solamente por su escritura y su estilo sino también porque lo consideraba…”una raza, un pueblo, un continente que en sí contenía a todas las razas, simbolizando a todos los pueblos de la tierra. Gibrán era una Misión, un pensamiento universal. Gibrán representaba a mis ojos de estudiante un Nuevo Mundo en gestación” (Prólogo de Guraieb de la traducción Poemas y Parábolas).

## Obras

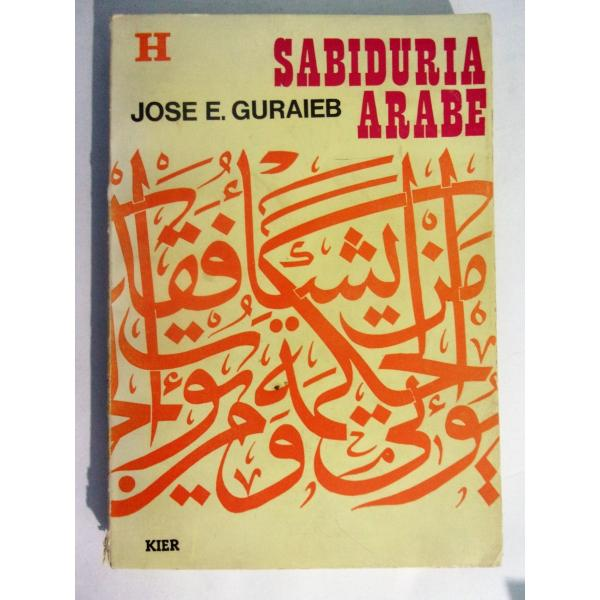
Sabiduría Árabe de José E. Guraieb Editorial Kier ISBN 48529980.

### Libros originales
- Sabiduría árabe, 1949
- El mensaje de los sueños, 1953
- Alquimia mental para la iniciación menor, 1955
- Ratina , obra teatral, 1932
- Pepitas de oro, 1962
- Kalamsofía (La sabiduría de la palabra), 1965
- Duniya Zad (Viático espiritual), 1967
- El Sufismo en el cristianismo y el Islam, 1976
- Joyas esmeraldinas, 1978

### Obras en árabe
- La doncella  de los jardines (Hasna' al-basatrn) (1924): Obra de teatro publicada en Tucumán, tiene lugar en el País de Sham y gira en torno al amor romántico contrapuesto al matrimonio arreglado por intereses económicos; o en otros términos, valores humanísticos contrapuestos a valores comerciales o mercantilistas.[5]
- La astucia de las mujeres (1924): Novela

### Traducciones

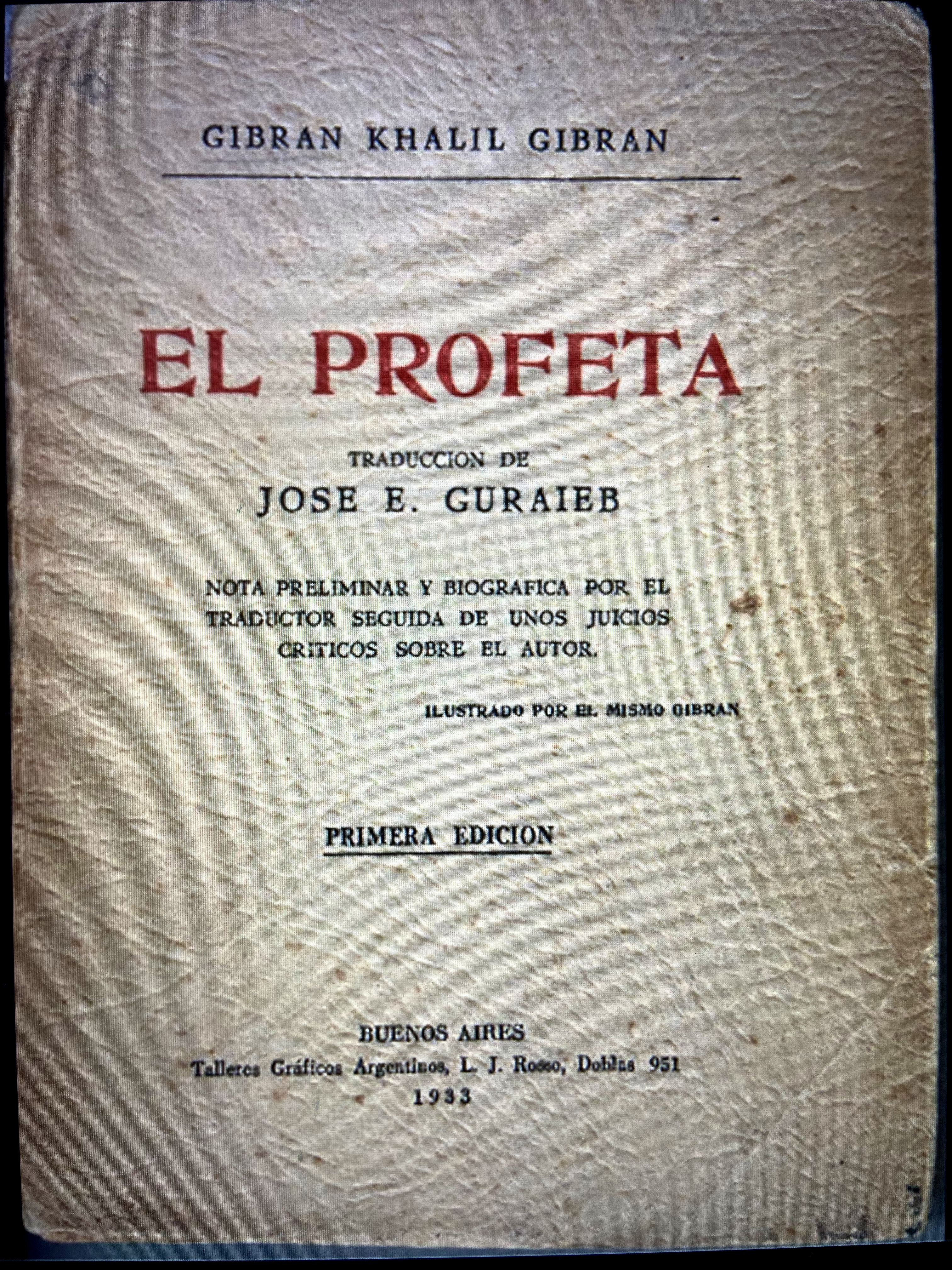
Primera edición en español de El Profeta de 1933 traducida por Guraieb

#### De Gibrán Khalil Gibrán
- Analectas (Selecciones de El Loco, El Precursor, Lágrimas y sonrisas). Buenos Aires, ed. Marcatell, 1928.
- El Profeta Buenos Aires, ed. L. Rosso, 1933, 1953.
- Jesús, el Hijo del Hombre Córdoba, ed. V. Rossi. (Prólogo de Ciro  Torres López), 1937.
- El jardín del Profeta Córdoba, ed. A. N. Pereyra, 1943
- Espuma y arena. Córdoba, ed. V. Rossi, 1946.
- Los dioses de la Tierra . Buenos Aires, ed. Kier, colección Horus,  1970. (Prólogo de Raul Osear Abdalá).
- Al Mawakib. Córdoba, ed. Saipe, 1971; Macando ed. 'Los inolvidables' 1977 (Prólogo de Héctor F. Miri).
- Poemas y parábolas . Buenos Aires, ed. Kier, 1978, 1982, 1991. (Prólogo de Héctor V. More).

#### De otros autores
- Kalila y Dimna de Ibn al-Muqaffa'. Córdoba, ed. Vicente Rossi, 1941.
- Nuevas Rubaiyyat, de 'Ornar al-Jayyam. Ilustraciones del pintor español Félix Pascual.

Córdoba, Universidad Nacional, 1958; 2ª ed. Buenos Aires, ed. Kier, col. Horus, 1979.
- Al-Muqtabis, de Ibn Hayyan de Córdoba. Cuadernos de Historia de España XXV - XXVI  334 - 342.

Buenos Aires, Instituto de Historia de España (FFy L. UBA), 1957.
- Al-Muqtabis, de Ibn Hayyan de Córdoba. Cuadernos de Historia de España XXVIII:  166 - 173.

Buenos Aires, Instituto de Historia de España (FFy L. UBA),, Buenos Aires, 1958.
- Abqar (De la mitología árabe), de Safiq Ma'lilf. Córdoba, Universidad Nacional, 1960, 1969.
- El Carácter, de Samuel Smiles, ed. El Sol (Líbano), 1929.
- Para ti este libro (del francés), ed. M. Huespe, 1942.